# Crisomelídeos

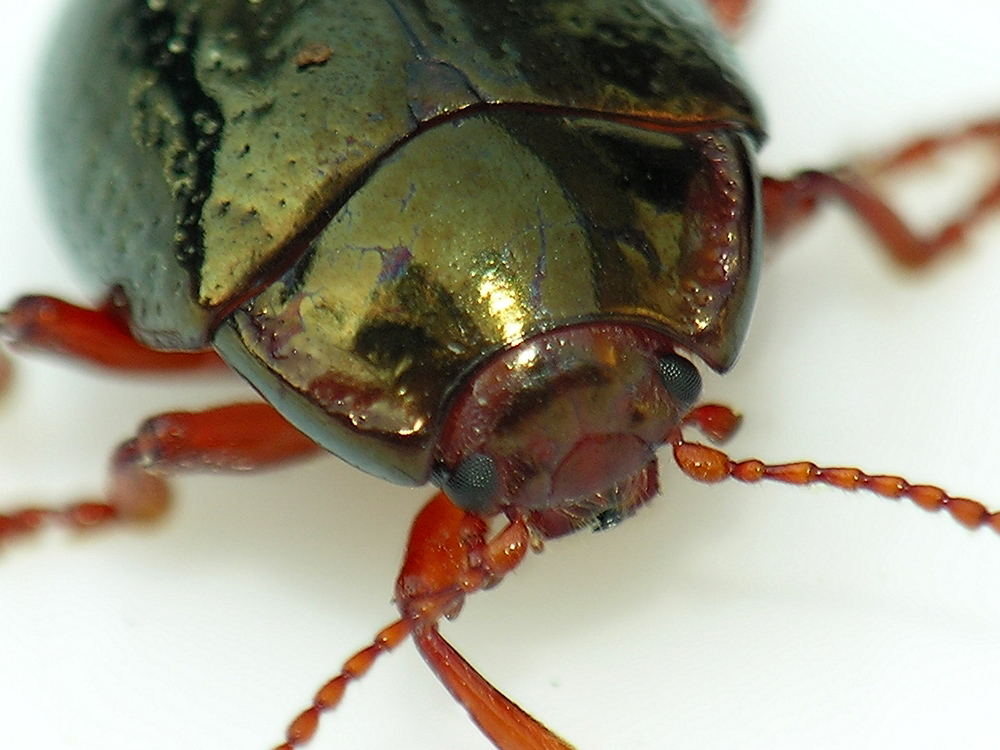

Crisomelídeos (Chrysomelidae) é uma família de besouros com cerca de dez subfamílias, 2 500 gêneros e mais de 35 mil espécies. Algumas espécies são encaradas como pragas nocivas à agricultura. Contudo, apesar de a maior parte das espécies de crisomelídeos ser monófoga, há espécies polífagas e algumas já foram estudadas como agentes potenciais de controle biológico de ervas daninhas. 
Na subfamília Cassidinae estão os besouros conhecidos por besouros-tartaruga. Na subfamília Galerucinae, os besouros da tribo Alticini são conhecidos como besouros-pulga ou besouros-saltadores e, em geral, são facilmente reconhecíveis pelo fêmur superdesenvolvido nas pernas traseiras. Um dos gêneros mais conhecidos nesta tribo é o gênero Omophoita, notadamente a espécie Omophoita personata.

## Distribuição geográfica
Os Chrysomelidae distribuem-se praticamente em todo o Brasil em 559 gêneros, 6 057 espécies, 883 delas endêmicas, 381 subespécies, uma delas endêmica, e distribuem-se em praticamente todo o continente americano, aparecendo nos países: Argentina, Belize, Bolívia, Canada, Chile, Colômbia, Costa Rica, Cuba, Curaçao, Dominica, República Dominicana, Equador, El Salvador, Guiana Francesa, Granada, Guadalupe, Guatemala, Guiana, Honduras, Jamaica, Martinica, México, Nicarágua, Panamá, Paraguai, Peru, Porto Rico, São Vicente e Granadinas, Suriname, Trindade e Tobago, Estados Unidos da América, Uruguai e Venezuela.

## Algumas espécies
- Barata-do-coqueiro
- Besouro-amarelo
- Besouro-da-batata
- Besouro-de-limeira
- Besouro-verde
- Besouro-saltador